# Далмація (римська провінція)
Далмація (лат. Dalmatia) — провінція Римської імперії. Її назва, ймовірно, походить від назви іллірійського племені — далматів, які жили в районі східної частини Адріатичного узбережжя в 1 тисячолітті до н. е.

## Історія
Регіон був північною частиною Іллірійського царства від IV ст. до н. е. до початку Іллірійських війн (229 до н. е., 220 до н. е. і 168 до н. е.), після яких Римська республіка створила свій протекторат на південь від річки Неретви. Область на північ від Неретви повільно була включена до складу протекторату, до офіційного заснування римської провінції Іллірик у 32—27 до н. е.
У період з 6 по 9 роки н. е. далмати разом із паннонійцями підняли серію повстань проти панування Риму, але вони були придушені і нарешті в 10 році н. е. Іллірик був поділений на дві провінції, материкову «зовнішню» Паннонію і прибережну «внутрішню» Далмацію.
Провінція Далмація займала площу всіх Динарських Альп і велику частину східного узбережжя Адріатики. Далмація була батьківщиною римського імператора Діоклетіана, який звів для себе на узбережжі Адріатики поблизу столичної Салони величний палац Діоклетіана (сучасний Спліт).
Історик Теодор Моммзен писав (у його Провінції Римської імперії), що станом на IV ст. вся Далмація була повністю латинізованою. Після руйнації Західної Римської імперії в 476 році, до 535-го регіон перебував в складі Остготського королівства. З 535 року Юстиніан I відвоював у готів Далмацію для Візантійської імперії.

## Керівництво
- Квінт Помпоній Руф (92—95)
- Гай Мінуцій Фундан (108—109 — 111—112)
- Маркус Емілій Пап (147—150)
- Тит Пріферній Пает Розіан Гемін (153—156)
- Марк Стацій Пріск Ліциній Італік (156—158)
- Полленій Ауспекс (173—174)
- Дідій Юліан (175—177)
- Гай Аррій Антонін (178—179)
- Марк Нуммій Умбрій Прім Сенеціон Альбін (212 — 214—217)
- Діон Кассій (223—225)
- Луцій Доміцій Галлікан Папініан (238)